# Phanès
Dans la mythologie grecque, Phanès est, selon la théogonie orphique, le dieu primordial de la création. Il est étroitement lié aux divinités de Protogonos et Èrikèpaios, ainsi qu'à celle de Éros.

## Mythe
Phanès est né de l'œuf primordial créé par Nyx seule, brisé en deux par Chronos et sa femme Ananké. Une fois l'œuf brisé, la partie du dessous devient la terre et celle du dessus le ciel.